# Бартелеми Жубер
Вижте пояснителната страница за други личности с името Бартелеми.
Бартелеми Катрин Жубер (на френски: Barthelemy Catherine Joubert, 1769 – 1799 г.) е френски пълководец.
Постъпва на служба през 1791 г. и още през 1796 г. за изключителните му заслуги по време на италианските походи, особено в сражението при Риволи, е произведен в дивизионен генерал. През 1797, командвайки самостоятелен корпус, той успешно действа в Тирол, след което се присъединява към войските на Наполеон Бонапарт при Вилах и с това спомага за сключването на Кампоформийския мир.
През 1799 Директорията назначава Жубер за главнокомандващ френската армия в Италия, където по това време действа руско-австрийската армия под ръководството на Суворов. Тъй като желаел да се възползва от предполагаемото разсредоточаване на войските на съюзниците, Жубер незабавно преминава към настъпление, но при град Нови неочаквано се натъкнал на превъзхождащи го сили и още в началото на сражението бил убит. По думите на Наполеон, „Жубер по храброст беше истински гренадир, а по познаване на делото и военни способности – отличен генерал“.